# 프레데터: 킬러 오브 킬러스
《프레데터: 킬러 오브 킬러스》(영어: Predator: Killer of Killers)는 2025년 공개된 미국의 SF 액션 옴니버스 영화이다. 댄 트랙턴버그가 감독을 맡았으며, 영화 《프레데터》 시리즈의 여섯 번째 영화이다.

## 줄거리
별들 사이로 나아가 가장 강한 먹잇감만을 찾아라. 그들이 너의 전리품이 되리라. 살인자들 중의 살인자가 되어라.

### 방패
841년 스칸디나비아에서 바이킹 전사 우르사는 아들 안데르스와 부족을 이끌고 우르사의 아버지의 죽음에 책임이 있는 크리비치 부족과 그들의 지도자 조란을 파괴하기 위한 원정에 나선다. 그들은 포로에게서 조란의 위치를 알아낸 후 그의 부족을 학살하고, 우르사는 조란의 요새에서 그를 대면한다. 조란은 처음에는 그녀를 알아보지 못하고 그녀를 질책한 후, 안데르스의 창에 의해 목이 베인다. 전투 직후, 프레데터가 그룹을 기습하여 음파 무기가 장착된 의수 팔로 우르사의 부족원들을 하나씩 죽이고 안데르스에게 심각한 부상을 입힌다. 우르사는 잔혹한 결투 끝에 물속에서 프레데터를 물리치고 죽이지만, 안데르스는 상처로 인해 그녀의 품에서 죽는다.

### 검
1609년 일본에서, 사무라이 무가의 아들인 켄지와 키요시 형제는 아버지의 후계자를 결정하기 위한 결투를 명령받는다. 켄지는 싸우기를 거부하지만, 키요시는 그를 공격하고 물리쳐 그의 얼굴에 흉터를 남기고 켄지는 도망친다. 20년 후, 아버지가 죽자 키요시는 지역의 영주가 되었고, 켄지는 시노비로 망명 생활을 한다. 켄지는 프레데터가 자신을 사냥하고 있다는 것을 모른 채 형제를 대면하기 위해 돌아온다. 그는 형의 성에 침투하여 경비원들을 죽이거나 기절시키고 칼싸움에서 키요시를 물리치며 복수로 그의 얼굴에 흉터를 남긴다. 키요시가 성의 해자로 떨어지자, 프레데터가 켄지를 기습하고 키요시의 남은 경비원들을 학살한다. 켄지는 도망쳐 부상당한 키요시를 구한다. 형제는 힘을 합쳐 프레데터를 죽이는 데 성공하고, 켄지는 형에게 혼자가 아니라고 말하며 위로한다. 키요시는 부상으로 사망한다.

### 총알
1942년, 존 J. 토레스는 미국 해군에 그러먼 F4F 와일드캣 전투기 조종사로 밴디 대위의 지휘 아래 징집된다. 북아프리카 전역 동안, 그의 비행대는 다른 부대를 파괴한 신비한 항공기를 조사한다. 오작동으로 지상에 발이 묶인 토레스는 그 항공기가 양측을 공격하는 프레데터 우주선임을 발견한다. 그는 손상된 와일드캣을 타고 다른 이들에게 경고하려 하지만 너무 늦게 도착한다. 프레데터 전투기 조종사는 그와 밴디만이 남을 때까지 그의 비행대를 전멸시킨다. 밴디는 토레스에게 시간을 벌어주기 위해 자신을 희생하고, 토레스는 프레데터를 능가하고 속여 스스로 파괴되게 만든다. 제2차 세계 대전이 끝난 얼마 후, 차고에서 일하던 토레스는 또 다른 프레데터 우주선에 의해 납치된다.

### 전투
토레스는 우르사와 켄지와 함께 감옥에서 깨어나는데, 세 명 모두 프레데터에 의해 가사 상태에 놓여 있었다. 그들은 건조하고 사막 같은 외계 행성—프레데터의 고향 행성 야우차 프라임으로 추정되는—의 검투 경기장으로 끌려가 우르사가 "그렌델 왕"이라고 부르는 프레데터 군벌에게 소개된다. 그는 그들에게 죽을 때까지 싸우라고 명령하며, 승자는 그와 싸우게 될 것이다. 우르사는 처음에 토레스와 켄지를 공격하여 전투에서 죽거나 그들을 죽이고 그렌델 왕과 대면하여 발할라에서 아들을 볼 수 있기를 바랐지만, 그들은 그녀를 설득하여 힘을 합쳐 탈출한다. 그렌델 왕은 거대한 외계 괴물을 경기장에 풀어놓고, 괴물은 토레스를 삼키지만 그를 먹지는 못한다. 우르사와 켄지는 힘을 합쳐 괴물을 죽이고 토레스는 탈출하여 호버바이크를 훔친다. 세 명은 그렌델 왕의 우주선으로 도망친다.
우르사와 켄지는 그렌델 왕과 싸워 그에게 심각한 피해를 입히고, 토레스는 그의 우주선을 조종하는 방법을 알아내려고 한다. 그렌델 왕은 두 전사에게 우위를 점하고 거의 죽일 뻔하지만, 토레스는 엔진을 사용하여 그렌델 왕을 날려버린다. 그러나 그렌델 왕은 던진 창으로 켄지의 오른팔을 자르고, 프레데터 병사들은 작살 발사기로 우주선을 고정시킨다. 토레스와 켄지에게 자신을 복수하지 말라고 말한 우르사는 방패를 사용하여 작살 케이블을 타고 내려가 발사기를 파괴한다. 그렌델 왕의 부하들이 그녀를 붙잡는 동안 그녀는 다른 이들이 탈출하도록 자신을 희생한다. 그렌델 왕은 사냥 시즌을 시작하며 그의 우주선과 병사들에게 토레스와 켄지를 추격하라고 명령한다. 우르사는 다시 가사 상태에 놓여 나루, 마이크 해리건, 그리고 더치 셰이퍼를 포함한 다른 포로들과 함께 보관된다.

## 성우진
- 린지 러밴치/셰러미 리(아역) - 우르사
- 루이 오자와 장젠 - 가마카미 겐지 / 가마카미 기요시
- 릭 곤살레스 - 토레스
- 마이클 빈 - 밴디
- 더그 코클 - 에이나르
- 데이미언 하스 - 안데르스
- 로런 홀트 - 프레야
- 제프 리치 - 이바르
- 피오트르 마이클 - 군나르
- 앤드루 모르가도 - 조란
- 펠릭스 솔리스 - 토레스의 아버지
- 브리튼 왓킨스 - 워로드 프레데터